# Comuna Avrămeni, Botoșani
Avrămeni este o comună în județul Botoșani, Moldova, România, formată din satele Aurel Vlaicu, Avrămeni (reședința), Dimitrie Cantemir, Ichimeni, Panaitoaia, Timuș și Tudor Vladimirescu.

## Hidrografie
Comuna Avrameni este alcătuită din 7 sate si este străbătută de râul Volovăț si de râul Bodeasa, afluenți ai Prutului 
'

## Demografie
Componența etnică a comunei Avrămeni
     Români (93,42%)
     Alte etnii (0,12%)
     Necunoscută (6,46%)
Componența confesională a comunei Avrămeni
     Ortodocși (87,04%)
     Penticostali (6,28%)
     Alte religii (0,18%)
     Necunoscută (6,49%)
Conform recensământului efectuat în 2021, populația comunei Avrămeni se ridică la 3.311 locuitori, în scădere față de recensământul anterior din 2011, când fuseseră înregistrați 3.751 de locuitori. Majoritatea locuitorilor sunt români (93,42%), iar pentru 6,46% nu se cunoaște apartenența etnică. Din punct de vedere confesional, majoritatea locuitorilor sunt ortodocși (87,04%), cu o minoritate de penticostali (6,28%), iar pentru 6,49% nu se cunoaște apartenența confesională.

## Politică și administrație
Comuna Avrămeni este administrată de un primar și un consiliu local compus din 13 consilieri. Primarul, Ioan Bucatariu[*], de la Partidul Social Democrat, este în funcție din octombrie 2020. Începând cu alegerile locale din 2024, consiliul local are următoarea componență pe partide politice:
|  | Partid                          | Consilieri | Componența Consiliului | Componența Consiliului | Componența Consiliului | Componența Consiliului | Componența Consiliului | Componența Consiliului | Componența Consiliului | Componența Consiliului |
|  | ------------------------------- | ---------- | ---------------------- | ---------------------- | ---------------------- | ---------------------- | ---------------------- | ---------------------- | ---------------------- | ---------------------- |
|  | Partidul Social Democrat        | 8          |                        |                        |                        |                        |                        |                        |                        |                        |
|  | Alianța Dreapta Unită           | 2          |                        |                        |                        |                        |                        |                        |                        |                        |
|  | Partidul Național Liberal       | 2          |                        |                        |                        |                        |                        |                        |                        |                        |
|  | Alianța pentru Unirea Românilor | 1          |                        |                        |                        |                        |                        |                        |                        |                        |

## Situatia economico-sociala
Agricultura si cresterea animalelor constituie principala ocupatie a locuitorilor.comunei. În comuna functioneaza o societate agricola, 4 societati pentru mecanizarea agriculturii, o moara de grâu, 4 mori pentru porumb, 3 prese de ulei.Relansarea activitatii economice a comunei presupune o infrastructura adecvata. Ca pozitie geografica, comuna se bucura de o serie de avantaje, care pot contribuii la o dezvoltare economica armonioasa.

## Reteaua de drumuri
Reteaua de drumuri însumeaza 48 km, din care 9 km sunt asfaltati.

## Domeniul gospodariei comunale
În domeniul gospodariei comunale, comuna Avrameni dispune de o retea de alimentare cu apa potabila, în lungime de 3 km si o retea de canalizare de 1 km.

## Legături externe
- Site oficial